# Eloy Gutiérrez Menoyo
Eloy Gutiérrez Menoyo (Madrid, 8 de desembre de 1934 – L'Havana, 26 d'octubre de 2012) va ser un revolucionari que va dirigir al grup guerriller Segon Front Nacional d'Escambray durant la Revolució Cubana. Es va oposar posteriorment al govern de Fidel Castro per les seves tendències pro-soviètiques. El seu germà, Carlos Gutíerrez Menoyo, va morir en l'atac del Palau Presidencial del 13 de març de 1957.

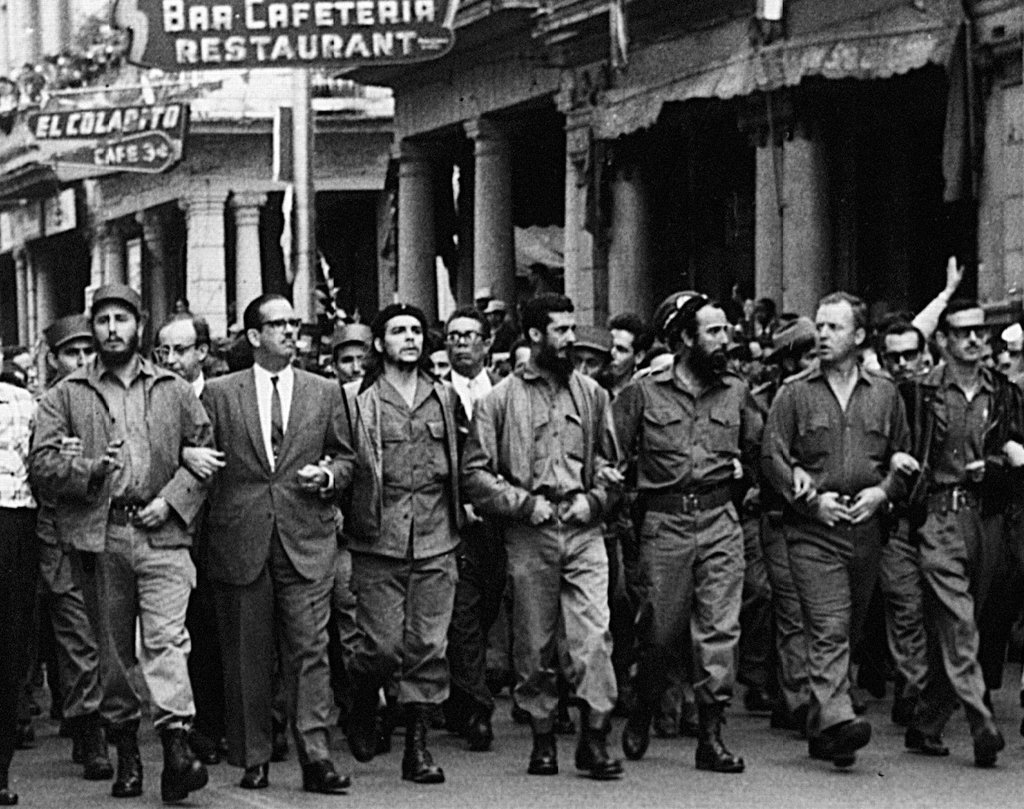
Eloy Gutiérrez Menoyo (primer per la dreta) amb dirigents cubans marxant vers el Cementiri de Colon el 5 de març de 1960, durant el funeral de les víctimes de l'explosió del La Coubre.

## Biografia

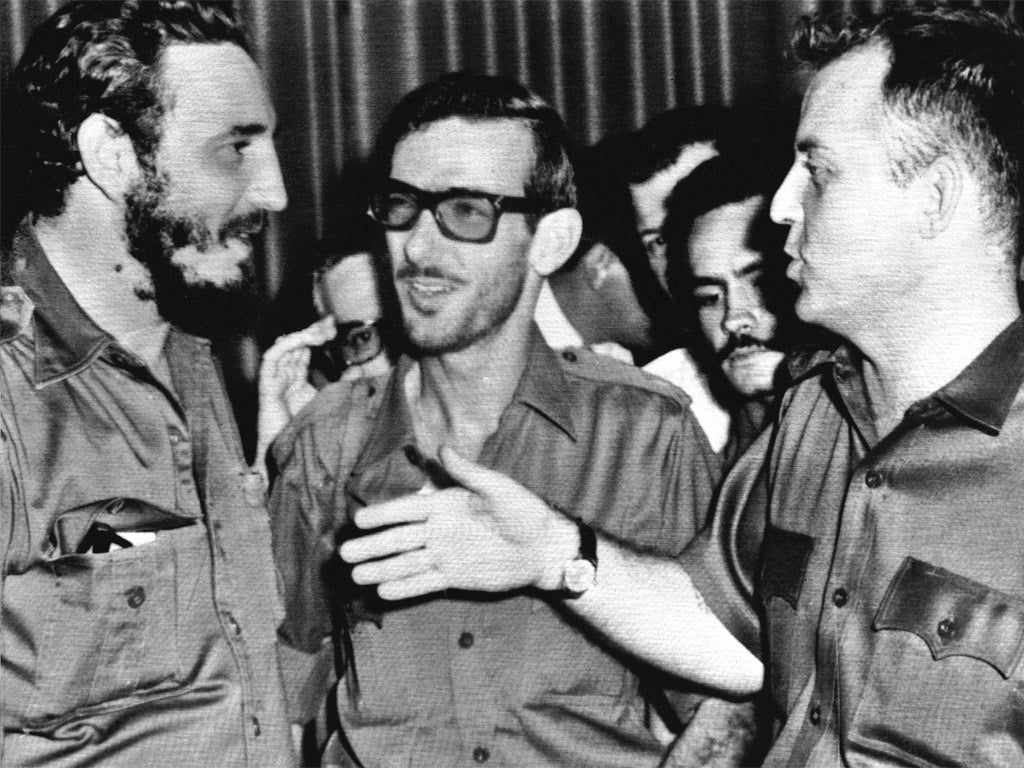
Fidel Castro, Eloy Gutiérrez i William Alexander Morgan a L'Havana el 1959.

Gutiérrez Menoyo provenia d'una família espanyola que havia estat activa durant la Guerra Civil. El seu pare, Carlos Gutiérrez Zabaleta, era un metge madrileny i militant del Partit Socialista Obrer Espanyol (PSOE). Durante la Guerra Civil Española, Gutiérrez Zabaleta va ser metge de l'Exèrcit Popular Republicà, amb el que va aconseguir el rang de major. La seva família va emigrar a Cuba el 1945.
A Cuba el 1957, Eloy Gutiérrez va formar part i va comandar el grup rebel Segon Front Nacional d'Escambray, que va lluitar contra el govern dictatorial del president Batista, al costat del Moviment Revolucionari del 26 de juliol de Fidel Castro i del Directori Revolucionari 13 de març. El març de 1957, ell i el seu germà, Carlos van formar part d'un atac al Palau Presidencial de Fulgencio Batista, en el qual Carlos Gutiérrez va morir. El 3 de gener de 1959, Eloy Gutiérrez i les seves tropes van entrar a la ciutat de l'Havana, pocs dies abans que ho fes Fidel Castro, i va ser aclamat com un dels comandants de la revolució. El propi exèrcit de Gutiérrez Menoyo va ser absorbit per l'exèrcit de Fidel Castro, però a Eloy se li va permetre conservar el rang de 'Major', que era el rang més alt a Cuba en aquell moment. No obstant això, a Eloy i a molts dels seus oficials superiors mai se'ls va oferir un lloc a l'Administració de Castro. Mentre estava a l'exterior i mirava cap a dins, Eloy es va sentir insatisfet amb l'administració de Castro i, entre setembre i octubre de 1959, Eloy i alguns dels seus homes del Segon Front Nacional va formar una segona versió del Segon Front Nacional com a grup anticastrista.
No obstant això, el gener de 1961, els esdeveniments van donar un gir contra aquests membres anticastristes i Eloy i 12 militars i civils partidaris van fugir als Estats Units en un vaixell. Gutiérrez Menoyo es va establir a Miami. Mentre estava a Florida va ajudar a formar el grup armat Alpha 66. Format entre gener i febrer de 1962, l'Alpha 66 no va poder participar en la invasió de Bahia de Cochinos de l'abril de 1961. Tanmateix, després de l'assassinat de John F. Kennedy el 1963, Eloy Gutiérrez va liderar una incursió armada a Cuba el desembre de 1964, però va ser capturat i empresonat. El 1986, després de 22 anys de presó, Gutiérrez Menoyo va ser alliberat per una petició del Govern espanyol i es va exiliar llavors a Espanya. El 1992 va tornar a Miami on va formar l'agrupació Cambio Cubano.
El 2003 va deixar els Estats Units i va tornar a Cuba on hi romandria la resta de la seva vida com a "dissident tolerat".
Eloy Gutierrez Menoyo va tenir tres dones.